# Prosopocera persimilis
Prosopocera persimilis är en skalbaggsart som beskrevs av Stefan von Breuning 1950. Prosopocera persimilis ingår i släktet Prosopocera och familjen långhorningar.
Artens utbredningsområde är Ghana. Inga underarter finns listade i Catalogue of Life.